# Абу Хатим ар-Рази
Абу Хатим Мухаммад ибн Идрис ар-Рази (араб. أبو حاتم  محمد بن إدريس الرازي‎;
811/195 г.х., Рей — 890/277 г.х.)) — исламский богослов, мухаддис (хадисовед), хафиз. Отец Ибн Абу Хатима ар-Рази. Один из самых уважаемых учёных в дисциплине аль-джарх ва та’диль (проверка надёжности рассказчиков хадисов). 

## Биография
Его полное имя: Абу Хатим Мухаммад ибн Идрис ибн аль-Мунзир аль-Ханзали ар-Рази. Он родился в 811 году в городе Рей. По некоторым данным он был родом из Исфахана, из племени гатафан. Он умер в 890 г. (месяц шаабан 277 г.х.).
Он передавал хадисы от таких известных передатчиков (рави) как:
- Абу ан-Нуайм Фадль ибн Дакаин
- Зухайр ибн Аббад
- Яхья ибн Букайр
- Убайдуллах ибн Муса
- Адам ибн Абу Ияс
- Сабит ибн Мухаммад аз-Захид
- Абдуллах ибн Салих аль-Иджли
- Абдуллах ибн Салих аль-Катиб
- Мухаммад ибн Абдуллах аль-Ансари

Среди его учеников, передававших хадисы от него были:
- Абу Зура ар-Рази
- Юнус ибн Абд аль-Ала
- Ибн Абу ад-Дунья
- Муса ибн Исхак аль-Ансари
- Абу Дауд
- Ан-Насаи
- Абу Авана аль-Исфараини
- Абуль-Хасан аль-Каттан
- Абу Бишра ад-Дулаби

Имам аз-Захаби сказал о нём: «Мухаммад ибн Идрис аль-Ханзали ар-Рази: имам, хафиз, критик, шейх мухаддисов, был морем знания, кружившим в поисках его (знания) повсюду, блестящ в познании „иснада“ и „матна“, многое собрал и написал из книг, критиковал и одобрял, подтверждал достоверность и указывал на слабость (в хадисе). Родился в 195 году по Хиджре…».